# Turkisk peppar

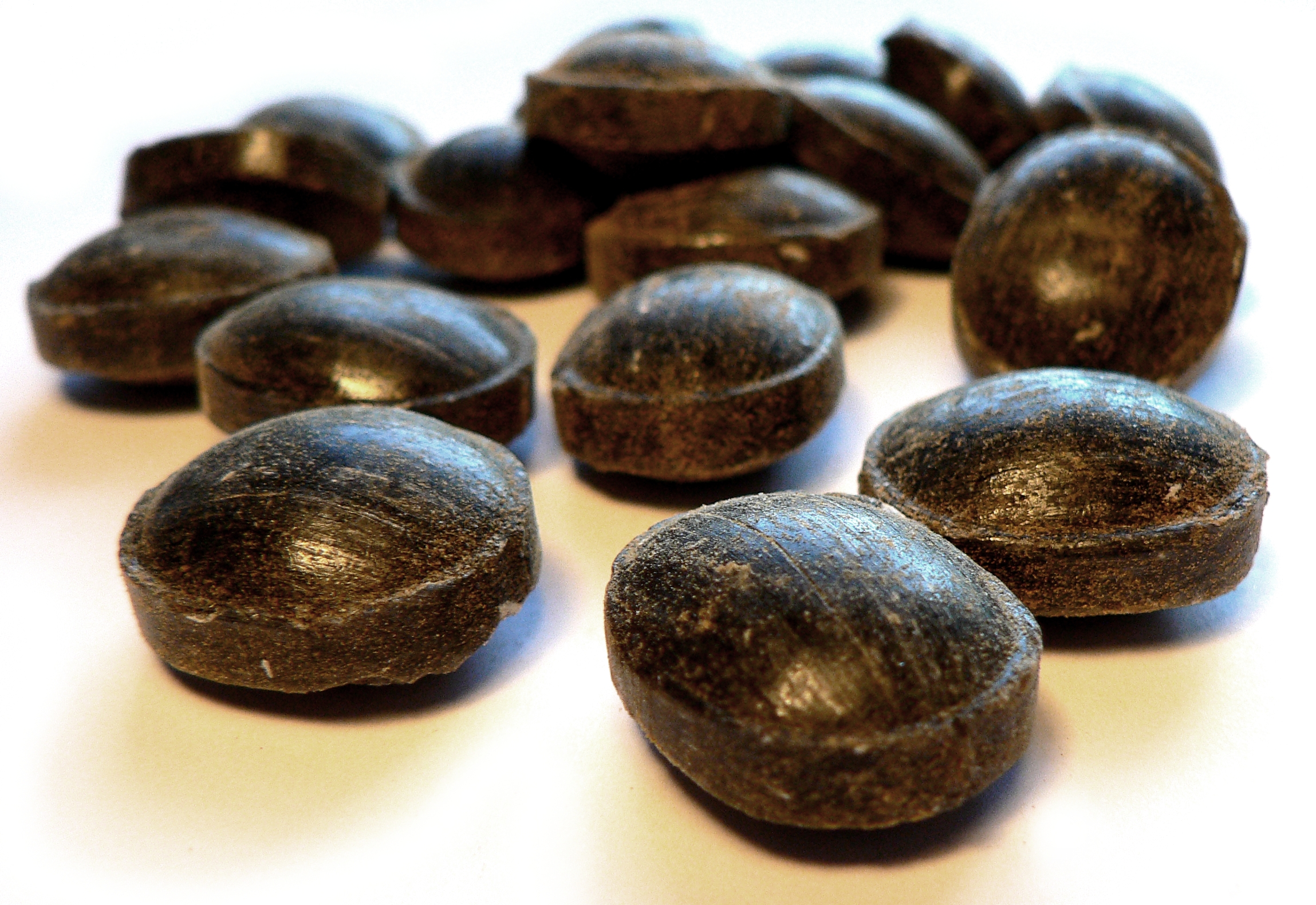
Några turkisk peppar-karameller.

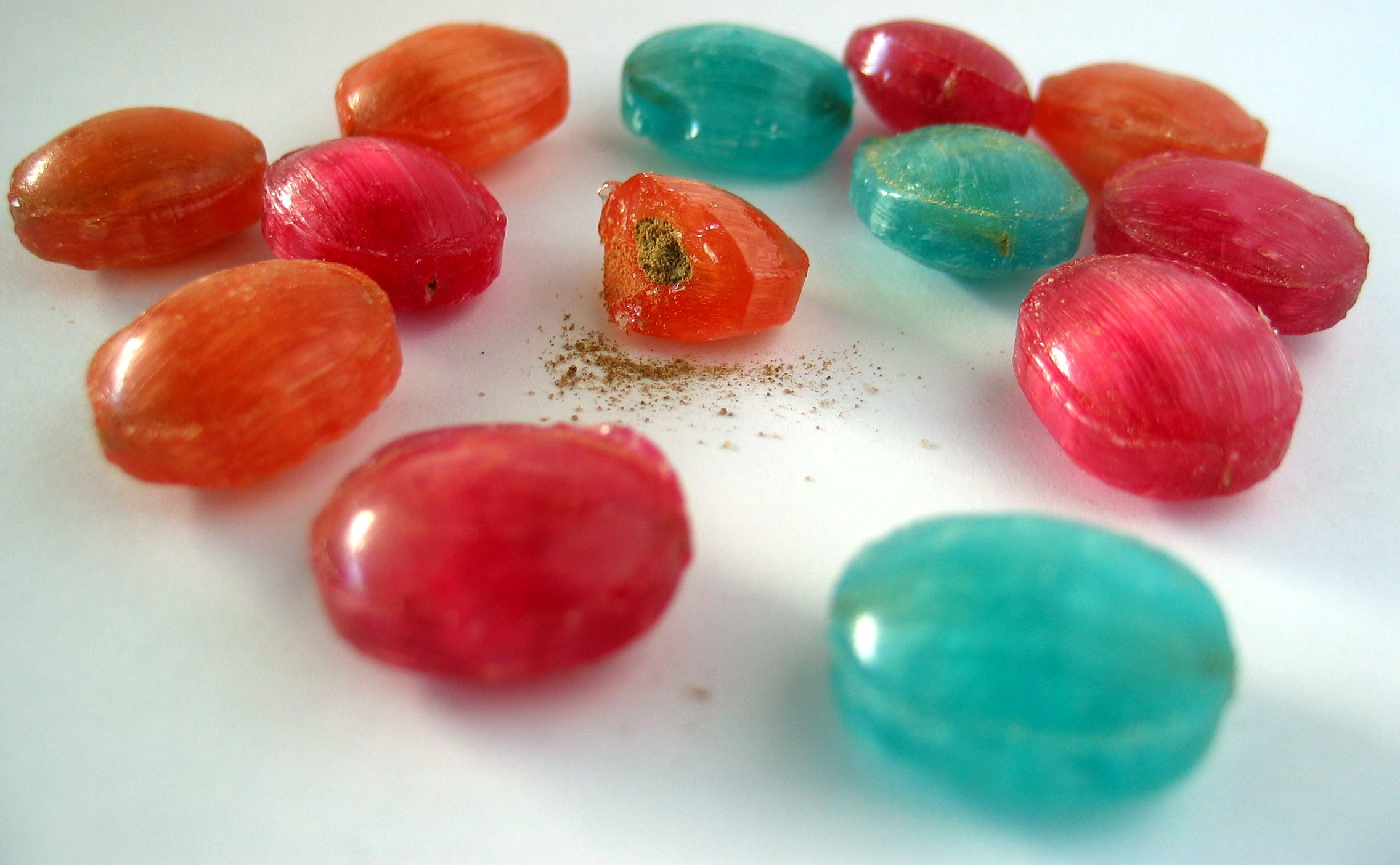
Turkisk peppar hot and sour.

Tyrkisk peber, i dagligt tal ofta kallad turkisk peppar, är hårda, små och svarta saltlakritskarameller som får sin smak av lakritsextrakt, salmiak och chiliarom. Karamellen utvecklades av Per Fjelsten, en dansk konfektyrtillverkare som drev familjeföretaget Perelly. Perelly startade tillverkningen 1977 och höll på fram till år 1996 då finska Fazer tog över produktionen.
Originalvarianten av turkisk peppar är små, svarta, ihåliga karameller fyllda med ett koncentrerat pulver smaksatta med salmiak, lakrits och peppar. Det har genom åren kommit nya varianter, däribland hot & sour och lakritsstänger. På förpackningarna visas salmiakstyrkan på en skala med flammor. Ju fler flammor, desto starkare smak.
Förutom att äta godiset som det är används det även till att göra en populär drink som baserar sig på krossade turkisk peppar-karameller och okryddat brännvin (vodka). De mest kända, färdigblandade, industriellt framställda varianterna är Salmiakki Koskenkorva och Hot'nSweet. Fazer har även gjort en glass med samma namn tillsammans med Triumf Glass som dock har utgått ur sortimentet. 2012 gjordes ett samarbete med Delicato där en chokladboll smaksattes med turkisk peppar.